# الکساندر مک‌دوگال
الکساندر مک‌دوگال (Alexander McDougall)‏ (۱۷۳۲‏–‏۹ ژوئن ۱۷۸۶) دریانورد و تاجر آمریکایی متولد اسکاتلند بود که پیش از وقوع انقلاب آمریکا و طی آن در نیویورک رهبری سازمان مخفی پسران آزادی را بر عهده داشت. وی همچنین از رهبران نظامی جنگ انقلاب آمریکا بود. او در ارتش قاره‌ای در مقام سرلشکری خدمت کرد و به عنوان نماینده در کنگره قاره‌ای حضور یافت. پس از جنگ، وی رئیس اولین بانک ایالت نیویورک شد و مدتی نیز در مجلس سنای این ایالت بود.

## سال‌های نخست زندگی
مک‌دوگال در تابستان ۱۷۳۲ در جزیره آیله واقع در مجمع‌الجزایر هبریدهای داخلی اسکاتلند به‌دنیا آمد. او یکی از پنج فرزند رِنالد و الیزابت مک‌دوگال بود. خانواده او در سال ۱۷۳۸ در قالب اعضای حزبی که رهبری آن را یک کهنه سرباز بریتانیایی به نام کاپیتان لاچلان کمپبل بر عهده داشت، به نیویورک نقل مکان کردند. کمپل وعده زمین‌های حاصل‌خیز در نزدیکی شهر فورت ادوارد را به آنها داده بود. اما هنگامی که به نیویورک رسیدند، آنها تازه دریافتند که حق بهره‌برداری از ۳۰ هزار جریب (۱۲ هزار هکتار) زمین به لاچلان واگذار شده‌است و حالا او از آنها می‌خواهد تا مستأجر ملک او باشند. رنالد این پیشنهاد را نپذیرفت و در یک دامداری در جزیره منهتن شغلی برای خود پیدا کرد. به این ترتیب کم‌کم اوضاع خانواده بهتر شد و الکساندر جوان در نیویورک کار خود را به عنوان تحویل دادن شیر آغاز کرد.
در حدود ۱۷۴۵ و زمانی که ۱۴ سال داشت به عنوان دریانورد بازرگان قرارداد بست. او بر روی چند کشتی مشغول به کار شد و سپس در سال ۱۷۵۱ به مدت چهار ماه به بریتانیای کبیر بازگشت.

## از فرماندهی کشتی تجاری مسلح تا بازرگانی
با آغاز جنگ میان فرانسه و قبایل سرخ‌پوست در سال ۱۷۵۶، مک‌دوگال از سوی دربار به عنوان مسئول کشتی تجاری مسلح گماشته شد. در طول جنگ، مک‌دوگال فرماندهی دو کشتی را بر عهده داشت: کشتی تایگر با ۸ توپ جنگی و کشتی بارینگتون با ۱۲ توپ جنگی. او که فرماندهی لایق و بازرگانی زیرک بود، توانست طی این مدت به واسطه کشتی‌های مصادره شده و فروش محموله آنها ثروت اندکی به دست بیاورد.
در سال ۱۷۶۳، مک‌دوگال زندگی دریانوردی را کنار گذاشت. جنگ خاتمه یافته بود، همسرش، نانسی و همچنین پدرش از دنیا رفته بودند. حالا مسئولیت مادر و سه فرزندش بر عهده او بود. از این رو دارایی‌هایی را که از راه دریانوردی به‌دست آورده بود، تبدیل به پول کرد. سپس به همراه ثروت ناچیزی که در طول جنگ جمع کرده بود، اقدام به سرمایه‌گذاری بر روی زمین نمود و به یک واردکننده و بازرگان تبدیل شد. در این دوره، وی به عنوان تاجر برده نیز مشغول به کار بود و برده‌ای به نام کولرین داشت. تا سال ۱۷۶۷، امور او به خوبی پیش می‌رفت. وی در ناحیه آلبانی و نورث‌کارولینا زمین داشت. الکساندر بار دیگر تن به ازدواج داد، این بار با هانا بوستویک، دختر صاحبخانه‌اش وصلت کرد. اگر چه ثروت رو به رشد آنها برای شان شهرت به ارمغان آورد ولی نتوانست سبب پذیرش آنها از سوی جامعه سنتی نیویورک شود. خانواده‌های اشرافی و سطح بالای نیویورک همچون لیوینگستون‌ها و دی‌لِنسی‌ها نگاه تحقیرآمیزی به او داشتند و الکساندر را فردی گستاخ و بی‌فرهنگ می‌پنداشتند.

## مقدمه انقلاب
با بالا گرفتن شور انقلابی در مخالفت با قانون تمبر، مک‌دوگال فعالیتش را در سازمان پسران آزادی آغاز کرد و متعاقباً رهبری این جنبش را در مستعمره نیویورک عهده‌دار گشت. در پی تصویب قانون اقامتگاه سربازان مشکلات در این شهر و مستعمره تشدید شد. براساس این قانون، مستعمره‌نشیان ملزم به تأمین مسکن و پشتیبانی از نیروهای بریتانیایی بودند. مجلس نمایندگان ایالت نیویورک در سال‌های ۱۷۶۷ و ۱۷۶۸ از تخصیص بودجه برای تأمین مسکن آنها خودداری کرده و این موضوع را منتفی دانسته بود. ولی پس از آن، مجلس نمایندگان سال ۱۷۶۹، برای اسکان نیروهای بریتانیایی بودجه تصویب کرد. در روز ۱۶ دسامبر ۱۷۶۹،‏ مک‌دوگال به صورت ناشناس اعلامیه‌ای با عنوان خطاب به اهالی خائن نوشت و چاپ کرد. او در این اعلامیه به انتقاد از مصوبه مجلس پرداخته بود و با این کار آتش آغاز جنگ گلدن‌هیل را برافروخت. الکساندر به اتهام تهمت و افترا در تاریخ ۷ فوریه ۱۷۷۰ دستگیر شد و از آنجا که از تودیع وثیقه امتناع کرد، به زندان افتاد. وی دو دوره و مجموعاً حدود پنج ماه را در زندان سپری کرد ولی محکوم نشد و در سال ۱۷۷۱ دوباره آزادی‌اش را به دست آورد. با این حال به زندان افکندن او به بهانه دیگری برای اعتراض تبدیل شد. پسران آزادی راستای تلاش برای ترسیم چهره او به عنوان کسی که جانش را در راه اهداف سیاسی نثار می‌کند، الکساندر مک‌دوگال را «جان ویلکس آمریکا» نامیدند. جان ویلکس سیاستمدار بریتانیایی بود که به دلیل مخالفت با نفوذ و اقتدار دولت زندانی شد. این گروه به این شکل دست به نمادپردازی زده و در اعتراضات خود از آن استفاده جستند.

## ارتش قاره‌ای
در ۳۰ ژوئن ۱۷۷۵، مک‌دوگال با مصوبه کنگره ایالتی نیویورک به عنوان سرهنگ کلنل هنگ اول نیویورک منصوب شد. سرانجام او در ارتش قاره‌ای به دریافت درجهٔ سرلشکر نائل شد. اندکی بعد از انتصاب او، نیروهای مک‌دوگال به منظور حضور در نبرد تهاجم به کبک (۱۷۷۵) به منطقهٔ شمال گسیل شدند. دو پسر مک‌دوگال نیز در میان آنها بودند. سرلشکر برای جمع‌آوری نیرو و کمک مالی در پشت جبهه ماند. این لشکرکشی در پایان به شکست منجر شد. یکی از پسران مک‌دوگال به اسارت درآمد و دیگری در اثر تب در نزدیکی مونترال درگذشت.
در روزهای آغازین جنگ، مک‌دوگال با همکاری پیتر تی. کورتنیوس در آماده‌سازی برای محاصره نیویورک توسط نیروهای ارتش نقش داشت.
پس از اینکه ارتش قاره‌ای نیویورک را ترک کرد، آنها به شمال عزیمت کردند و در نزدیکی دهکدهٔ وایت‌پلین برای مقابله با نیروهای بریتانیایی موضع گرفتند. در اینجا کمک او سبب توقف بریتانیایی‌ها شد و از درگیری هسته اصلی ارتش در این نزاع جلوگیری کرد. مک‌دوگال در ادامهٔ جنگ بیشتر در ارتفاعات هودسون مستقر بود و در پی فرار بندیکت آرنولد در سال ۱۷۸۰، فرماندهی نیروهای آمریکایی را در وست‌پوینت نیویورک (فورت کلینتون) بر عهده گرفت. در طول این جنگ، وی همواره از حامیان صریح ارتش قاره‌ای و خواستار ایجاد شرایط بهتر برای سربازانش بود. وی همچنین در تأسیس نیروی دریایی آمریکا در سال ۱۷۷۶ نیز مشارکت داشت.

## خدمات عمومی
او در سال ۱۷۸۰ به عنوان نماینده کنگره قاره‌ای انتخاب شد ولی فقط ۳۷ روز در خدمت کنگره بود و خیلی زود به عنوان وزیر نیروی دریایی نامزد شد. وی از ۷ فوریه ۱۷۸۱ تا ۲۹ اوت ۱۷۸۱ در این سمت مشغول به کار بود. در سال ۱۷۸۴، برای نمایندگی مجلس سنای ایالتی انتخاب شد و تا زمان مرگش در آنجا خدمت کرد. مک‌دوگال در سمت خود در مقام سناتور ایالتی، در جنبش موفقیت‌آمیز جدایی کلیسا از ایالت در ایالت نیویورک و جنبش ناموفق عدم انتشار اسکناس شرکت داشت. او نخستین رئیس بانک نیویورک و همچنین مدیر انجمن سین‌سیناتی این شهر بود.
الکساندر مک‌دوگال در ۹ ژوئن ۱۷۸۶ در سن پنجاه و سه سالگی درگذشت و در مقبره خانوادگی‌اش واقع در اولین کلیسای پرزبیتری شهر نیویورک به خاک سپرده شد. در حال حاضر، سنگ یادبود او روی دیوار نخستین کلیسای پرزبیتری نیویورک در دهکده گرینویچ قرار دارد.

## میراث
خیابان مک‌دوگال در دهکده گرینویچ شهر نیویورک به افتخار او نام‌گذاری شده‌است.

## زندگی شخصی
مک دوگال طی سفری که در سال ۱۷۵۱ به بریتانیا داشت با دختر عموی خود، نانسی مک‌دوگال، ازدواج کرد. پس از انقلاب آمریکا نانسی درگذشت و مک‌دوگال بار دیگر با دختر صاحب خانه‌اش، هانا بوستویک ازدواج کرد. در جریان جنگ یکی از پسرانش جان باخت و دیگری به اسارت بریتانیایی‌ها درآمد. مک‌دوگال نزد سربازان تحت امرش بسیار محبوب و محترم بود. وی همواره خواستار پرداخت دستمزد و تأمین شرایط بهتر برای سربازان بود. او دوست صمیمی الکساندر همیلتون بود و جورج واشینگتن عمیقاً به او احترام می‌گذاشت و الکساندر را «ستون انقلاب» می‌نامید. درست است که مک‌دوگال زادهٔ اسکاتلند بود ولی ذات سرکش و مصممی داشت وبه وطن متبوع خود، یعنی آمریکا، به شدت وفادار بود.
جان مک‌دوگال آترتون، فرزند نوه مک‌دوگال و همچنین پسر آترتون یعنی پیتر لی‌آترتون هر دو از اعضای مجلس نمایندگان ایالت کنتاکی بودند.